# De kronieken van het universum
De Kronieken van het universum (Frans: Les Chroniques de l'univers) is een stripreeks uitgegeven door Daedalus. Het verhaal is van de hand van Richard Marazano en de tekeningen zijn van Ingo Römling. Anno 2025 is alleen het eerste deel in het Nederlands vertaald. Eind 2025 verschijnt de vertaling van het tweede deel.

## Inhoud
De hele serie bestaat uit drie delen en beschrijft de avonturen van vijf leerlingen die met hun Decaan, een mysterieuze, stokoude figuur, op zoek naar wijsheid en kennis.
Aan boord van het ruimteschip Thucydides aan de rand van Alpha Cygna wordt hun schip opeens opgezogen en verplaatst naar een mysterieuze planeet. Gestrand op deze planeet gaan Oot-Jah, Mark, Qsi, Polly, Adya en hun decaan op onderzoek naar het fenomeen dat ervoor gezorgd heeft dat ze op deze mysterieuze planeet terechtgekomen zijn.

## Albums
1. In het hart van de ster, 2022 (La Thrombose du Cygne, 2020)
2. (Les Mangeurs de temps, 2021)
3. (Fragments d'une enfance éternelle, 2024)